# Іван Ґолац
Іван Ґолац (серб. Иван Голац; нар. 15 червня 1950, Копривниця) — югославський та сербський футболіст та тренер.

## Життєпис
Іван Ґолац народився в місті Копривниця, тепер Хорватія. У юному віці переїхав до Белграду.

### Клубна кар'єра
Вихованець футбольної школи «Партизан». За ФК «Партизан» Іван Ґолац зіграв 350 матчів. 
У 1976 та 1978 роках в складі ФК «Партизан» перемагав у чемпіонаті Югославії. Дебютував у національній збірній команді Югославії у 1976 році.
У 1978 році Іван Ґолац підписав контракт з ФК «Саутгемптон» та продовжив свою кар'єру в Англії. Він був одним з перших легіонерів у ФК «Саутгемптон». За ФК «Саутгемптон» він виступав чотири сезони. Іван Ґолац в Англії також виступав на правах оренди за ФК «Борнмут» та ФК «Манчестер Сіті». У 1985 році він граєв за ФК «Портсмут», в якому він і завершив свою ігрову кар'єру.

### Тренерська кар'єра
Тренерську кар'єру Іван Ґолац розпочав у рідному ФК «Партизан».
У 1994 році тренував «Данді Юнайтед», з якою виграв Кубкок Шотландії, перемігши у фіналі «Рейнджерс». Згодом очолював ісландський «Акранес» та сербський ФК «Сартід» з Смедерево.
У 2002–2003 роках Іван Ґолац тренував ФК «Карпати» (Львів).

## Титули і досягнення
Гравець
- Чемпіон Югославії (2):

«Партизан»: 1975-76, 1977-78
Тренер
- Володар Кубка Шотландії (1):

«Данді Юнайтед»: 1993-94